# Borrego do Baixo Alentejo
O Borrego do Baixo Alentejo IGP é um produto de origem portuguesa com Indicação Geográfica Protegida pela União Europeia (UE) desde 3 de dezembro de 1997.
É feito com borregos das raças autóctones Merino ou Campaniça, e dos seus cruzamentos com raças do tronco Merino.

## Área geográfica
A produção da Borrego do Baixo Alentejo IGP está circunscrita
 a: 
Distrito de Beja
- municípios de Aljustrel, Almodôvar, Alvito, Barrancos, Beja, Castro Verde, Cuba, Ferreira do Alentejo, Mértola, Moura, Ourique, Serpa, e Vidigueira,
- freguesias de Colos, Relíquias, São Martinho das Amoreiras e Vale de Santiago do município de Odemira

Distrito de Évora
- município de Viana do Alentejo
- freguesia de Granja do município de Mourão
- freguesias de Alqueva, Oriola, Portel, Santana, São Bartolomeu do Outeiro e Vera Cruz do município de Portel

Distrito de Setúbal
- freguesia de Torrão do município de Alcácer do Sal
- freguesia de Azinheira dos Barros e São Mamede do Sádão do município de Grândola
- freguesiaa de Abela, Alvalade, Cercal, Ermidas-Sado e São Domingos do município de Santiago do Cacém

## Agrupamento gestor
O agrupamento gestor da indicação geográfica protegida "Borrego do Baixo Alentejo" é a Carnovina - Agrupamento de Produtores Agro-Pecuários, S.A..